# Andrachne reflexa
Andrachne reflexa är en emblikaväxtart som beskrevs av Otto Stapf. Andrachne reflexa ingår i släktet Andrachne och familjen emblikaväxter.
Artens utbredningsområde är Iran. Inga underarter finns listade i Catalogue of Life.